# Lance Terry
Lance Terry (nacido el 11 de enero de 2001 en Newnan, Georgia (Estados Unidos)), es un baloncestista estadounidense que pertenece a la plantilla del San Sebastián Gipuzkoa Basket Club de la Primera FEB. Con 1,88 metros de estatura, juega en la posición de escolta.

## Trayectoria deportiva
Nacido en Newnan, es un base formado en el The Heritage School de su ciudad natal hasta 2019, cuando ingresó en la Universidad Gardner-Webb, situada en Boiling Springs, Carolina del Norte, donde jugaría durante 3 temporadas la NCAA con los Gardner-Webb Runnin' Bulldogs, desde 2019 a 2022.
En 2022, ingresa en la Instituto de Tecnología de Georgia en Atlanta, Georgia, donde jugaría 3 temporadas la NCAA con los Georgia Tech Yellow Jackets. En su última temporada promedió 14,5 puntos y 3,2 rebotes por partido.
Tras no ser drafeado en 2025, en julio de 2025 disputa la Liga de verano de la NBA con Orlando Magic.
El 24 de julio de 2025, firma por el San Sebastián Gipuzkoa Basket Club de Primera FEB.